# リノール・アバルジル
リノール・アバルジル（Linor Abargil、ヘブライ語: לינור אברג'יל、1980年2月17日 - ）は、イスラエルの弁護士・女優・モデル。ミス・ワールド1998として知られる。Linor Aberjilの表記もある。
ミス・ワールド決勝の直前にレイプ被害に遭っているが、後に性暴力と闘う代弁者となる。

## 経歴
モロッコにルーツを持つユダヤ人の家庭に生まれる。母Alizaと父Jackie Abargilの第一子として1980年2月17日、中央地区ネタニヤに生まれる。
1996年、16歳のときLook Modeling Agencyと契約。1997年のモデルコンテストではDiscovery of the Yearのタイトルを獲得している。18歳の学生だった1998年11月26日、セーシェル・マヘ島のLake Berjaya Mahé Resortで開催されたミス・ワールド1998で優勝。大陸別部門賞のMiss World Europeも獲得。
大会の7週間前、ミラノの旅行代理店従業員Uri Shlomo Nurにナイフで脅され、レイプされた上に刺傷を負った。イタリアからイスラエルに飛ぶ飛行機の便を変更するのに助けになるからと、イタリアのモデル事務所はNurを当てがった。Nurは「ローマから飛行機に乗るのがよい、そこまで自分の車で送る」と言ったが、その途中舗装されていない脇道に入り、アバルジルをナイフで脅して後部座席にしばりつけレイプした。その後ナイフで刺したりロープで首を絞め始めた。これは殺される、と思ったアバルジルは「これは本当のNurではない」「誰にも言わない」と言い聞かせ、なんとか逃げ切った。ローマ駅に着いたアバルジルはすぐに母親に電話して自分に起こったことを話した。また、医師の診察をうけ、イタリア警察にレイプを報告するのに同伴してくれる女性と出会った。しかしイタリア当局はすぐにNurを釈放し、不起訴の決定を下した。
アバルジルはその後ミス・ワールドのタイトルを獲得しイスラエルに帰国すると名声と世間の注目を獲得したが、その間も続くトラウマに対処することは難しく、結果としてミスとしての職責を全うするのが困難になってしまったと報告している。
イタリア当局の態度に業を煮やしたアバルジルは、イスラエル当局に事件を報告した。イスラエル当局はNurの逮捕状を請求して身柄引き渡し手続きを開始した。イスラエル国内の報道統制により、Nurは自分がお尋ね者であることを知らなかった。何か月か後、家族に会うためにイスラエルに入国した彼は空港で逮捕された。1999年、強姦、「不自然」な性行為、誘拐の罪で起訴されたNurは、車から見つかったDNAの証拠によって有罪判決を受けた。宣告された刑期は16年である。Nurの仮釈放申請に際してアバルジルは反対キャンペーンを仕掛け、結局彼は満期出所している。この頃のアバルジルは有名な活動家になっており、他の女性たちも彼女に倣ってレイプ被害は警察に報告するよう呼びかけていた。
ミス・ワールド優勝後もアバルジルはイスラエル国内及び国際的なモデル活動を継続した。それと並行してBeit Zvi School for the Performing Arts（テルアビブ地区ラマト・ガン）で演劇を学ぶ。いくつかの舞台とテレビシリーズに出演。2009年、正統派ユダヤ教徒になるためにモデル業を引退する。性暴力との闘いに傾倒するためNetanya Academic Collegeで法律を学ぶと決意。そこで学士号を取得したのち、テルアビブ地方検察庁（Tel Aviv District Attorney）に勤務。2013年現在イスラエル弁護士会連合（Israel Bar Association）所属。

### Brave Miss World
2008年、アバルジルは自身のレイプ被害とその後の活動を描いたドキュメンタリー映画Brave Miss Worldの撮影を開始した（セシリア・ペック監督）。アバルジルが世界各地でグループで講演し、女性たちに会って性暴力の体験について話すように促す様子を追う。この映画はまた、彼女の経験にもとづく性暴力の後遺症への対処法、家族との関係、最終的に正統派ユダヤ教徒になったこと、Nurの仮釈放反対キャンペーン、法律を勉強して地方検察庁で働くことを決めたこと、娘がレイプされた後の母と娘の間の寛容について書いた歌をリリースすることも記録している。出演した女性の中には、学生、母親、年配の女性のほかジョーン・コリンズやフラン・ドレシャーなどの有名人も含まれており、自らが受けた性的暴行のエピソードを語ってくれた。映画の最後には、性犯罪者と知りながら彼女や他の若い女性を危険にさらしたモデル事務所の責任を追及する。
2013年、Brave Miss Worldはイスラエルのテレビで初公開され好評を博す。2013年から2014年にかけて米国とヨーロッパの複数の映画祭で上映された。また、プライムタイム・エミー賞のドキュメンタリー・ノンフィクション特番部門（Outstanding Documentary or Nonfiction Special）にノミネートされた。

## 私生活
2006年7月、リトアニアのバスケットボール選手シャルーナス・ヤシケヴィチュスとバルセロナ近郊で挙式。2008年、離婚。
2010年、マネージャーのOron Calfonと再婚、正統派ユダヤ教徒になる。2012年、男女の双子が生まれる。2013年、娘が生まれる。2019年7月、娘が生まれる。